# Sinavy Permasyn FR6439-3900KW
Sinavy Permasyn FR6439-3900KW – opracowany przez Siemensa silnik elektryczny prądu stałego ze stałym wzbudzeniem magnetycznym od magnesów trwałych o mocy 2,85 MW. Jednostka znajduje zastosowanie w okrętach podwodnych typów 212A oraz 214.